# Rio Barra Nova (Rio Grande do Norte)
Açude Itans, uma das barragens do rio Barra Nova
O rio Barra Nova é um curso de água cujo percurso está em sua maior parte na cidade de Caicó, no estado do Rio Grande do Norte, no Brasil. Sua nascente está localizada na serra do Equador, na cidade de Parelhas.
O rio é poluído, porem  calmo na época da seca e violento e turvo durante o período chuvoso. Desagua no rio Seridó logo após atravessar a zona urbana de Caicó. Por se tratar de um rio temporário, em sua bacia existem 71 açudes, sendo dois2 públicos (Itans e Palma), um açude comunitário (Barbosa) e 68 privados, nas cidades de Santana do Seridó, Ouro Branco, Jardim do Seridó e Caicó.